# 간자키군 (사가현)

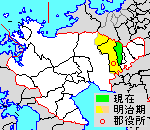
간자키 군의 위치

간자키군(일본어: 神埼郡, かんざきぐん)은 일본 사가현에 있는 군이다.
인구 16,228명, 면적 43.99km², 인구밀도 369명/km².(2025년 5월 1일, 추계인구)
이하 1정으로 구성된다.
- 요시노가리정(吉野ヶ里町)

## 역사
- 1889년 4월 1일 - 정촌제 시행과 함께 간자키 군에 하스이케 촌·간자키 촌·니시고 촌·니야마 촌·시로타 촌·사카이노 촌·지토세 촌·미타가와 촌·히가시세후리 촌·세후리 촌·미쓰세 촌의 11촌이 성립하였다.(11촌)
- 1893년 7월 1일 - 간자키 촌이 정으로 승격해 간자키 정이 되었다.(1정 10촌)
- 1935년 11월 3일 - 하스이케 촌이 정으로 승격해 하스이케 정이 되었다.(2정 9촌)
- 1955년 3월 31일 - 간자키 정·니시고 촌·니야마 촌이 합병해 간자키 정이 성립하였다.(2정 7촌)
- 1955년 4월 1일 - 시로타 촌·사카이노 촌·지토세 촌, 하스이케 정의 일부가 합병해 지요다 촌이 성립하였다.하스이케 정의 나머지는 사가시에 편입되었다.(1정 5촌)
- 1961년 4월 1일 - 미타카와 촌의 일부가 미야키군 미네 촌에 편입되었다.
- 1965년 4월 1일(3정 3촌)
  - 지요다 촌이 정으로 승격해 지요다 정이 되었다.
  - 미타가와 촌이 정으로 승격해 미타가와 정이 되었다.
- 2005년 10월 1일 - 미쓰세 촌이 사가 시, 사가 군 야마토 정·후지 정·모로도미 정과 합병해 사가시가 성립, 군에서 이탈하였다.(3정 2촌)
- 2006년 3월 1일 - 미타가와 정·히가시세후리 촌이 합병해 요시노가리 정이 성립하였다.(3정 1촌)
- 2006년 3월 20일 - 간자키 정·지요다 정·세후리 촌이 합병해 간자키시가 성립, 군에서 이탈하였다.(1정)